# Heidelberger Schule (Philosophie)
Die Heidelberger Schule bezeichnet eine von Dieter Henrich begründete philosophische Schule, die sich mit dem Problem des Selbstbewusstseins auseinandersetzt. Der Begriff wurde in kritischer Absicht von Ernst Tugendhat eingeführt:10,53.
Der Ursprung der Schule liegt in den „Heidelberger Jahren“ (1965–1981) von Dieter Henrich, in denen er sie mit seinen programmatischen philosophischen Arbeiten zusammen mit seinen Schülern Manfred Frank, Konrad Cramer und Ulrich Pothast begründete. Die „Heidelberger Schule“ ist von ihrem Ansatz breit gefächert und greift auf Traditionen des Deutschen Idealismus, des Neokantianismus, der Analytischen Philosophie und der Phänomenologie zurück.

## Positionen
Als Gründungsschrift der Heidelberger Schule gilt der 1966 von Dieter Henrich  in der Festschrift für Wolfgang Cramer publizierte Aufsatz Fichtes ursprüngliche Einsicht. In ihm kommt Henrich mit Fichte zu der Auffassung, dass die klassische Reflexionstheorie des Selbstbewusstseins nicht haltbar ist. Diese hatte das Selbstbewusstsein aus der expliziten Rückwendung eines (unbewussten) Bewusstseins auf sich selbst verständlich zu machen versucht.
Doch um sich auf sich selbst zurückwenden zu können, müsse das Selbst wissen, worauf es sich bezieht. Es müsse also bereits Selbstwissen und damit Selbstbewusstsein besitzen, wenn es sich reflexiv verhalten will. Damit gerät das Reflexionsmodell – so Fichte und mit ihm Henrich – in einen „Zirkel“:14. Dadurch wird aber das Selbstbewusstsein nicht nur nicht erklärt, sondern „es gibt demzufolge gar kein Bewußtsein“:14.